# Agni-jóga

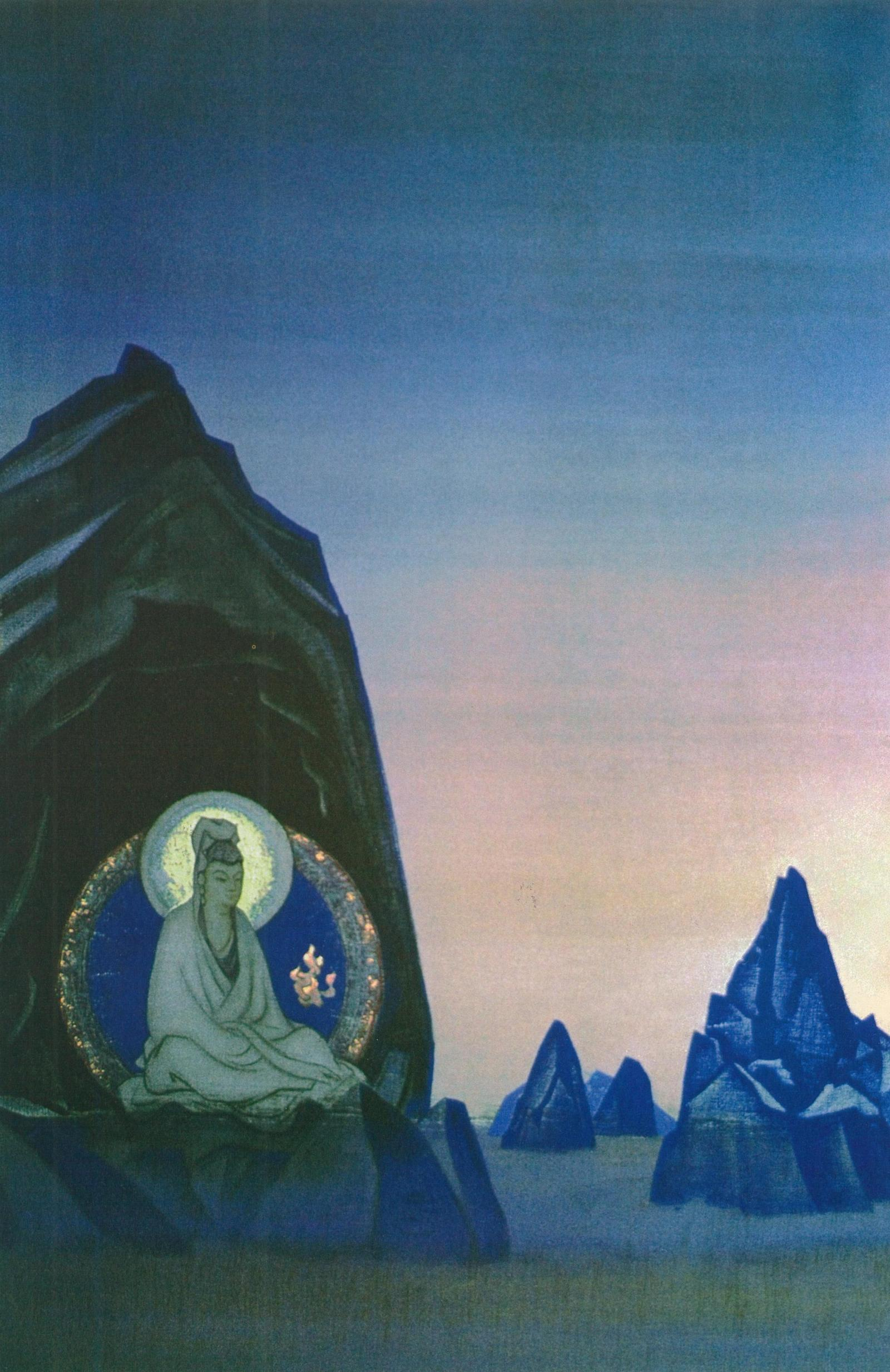
Nicholas Roerich. Agni-jóga, 1928

Agni-jóga, nebo Živá Etika — synkretická nábožensko-filozofická nauka, která spojuje západní okultně-teofofickou tradici a východní esoterismus.
Za původce nauky jsou považovaní Nikolaj a Helena Rerichovi. Nauka byla poprvé publikována v řadě knih, vydaných mezí lety 1924-1938. Živá Etika je závěrečným vyvrcholením podrobného výkladu teosofické nauky, představené v "Tajné doktríně" ("syntéze věd, náboženství a filozofií") Heleny Blavatské. Živá Etika de facto směruje lidstvo do roviny lidskosti.
Výklad nauky Agni-jógy je především představen sérií z 14 knih, sestavených rodinou Rerichů, zejména Helenou Rerich. Knihy Agni-jógy se zapisovaly prostřednictvím komunikace se Vznešenými Mistři mezi lety 1920-1940. Ne všechny knihy byly určeny k okamžitému předání široké veřejnosti. Poslední z knih Agni-jógy, jmenovaná "Nadzemní", byla poprvé publikována až v roce 1990. "Agni" na sanskrtu znamená Oheň a tak Agni-jóga se překládá jako Ohnivá jóga. Oheň je považován za vše spojující prvek a proto Agni-jóga proniká do všech oblasti života. Každá etapa jakéhokoliv skutečného odhalení reaguje na aktuální potřeby lidstva. Současná doba vyniká poklesem morálky a tak Agni-jóga především podporuje mravní základy. Právě proto další název nauky Agni-jógy je nauka "Živé Etiky".
Nábožensko-filozofické myšlenky Rerichů způsobily vznik společností a organizací po celém světě, jejichž činnost je založená na podpoře a šíření kulturního dědictví rodiny Rerichů. Jejími následovnicí bylo publikováno množství knih, vědeckých článků a jiných textů, rozviřující myšlenky Agni-jógy. V současné době je často používán termín "Rerichovské hnutí" pro souhrnné označení skupinové činnosti příznivců nauky.

## Knihy Agni-jógy

### Knihy nauky v původním vydání

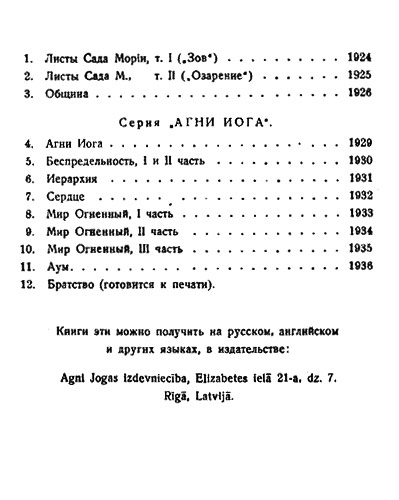
Poslední stránka knihy "Aum", 1936

- "Listy ze zahrady Moriji. Výzva". Paříž, 1924.
- "Listy ze zahrady Moriji. Osvícení". /…/, 1925.
- "Občina". Urga (dnes Ulánbátar), 1926 (obnovená verze vydaná v Rize, 1936)

Série "Agni-jóga"
- "Agni Jóga". Paříž, 1929.
- "Bezmezí (1. část)". Paříž, 1930 gg
- "Bezmezí (2. část)". Paříž, 1930 gg
- "Hierarchie". Paříž, 1931
- "Srdce". Paříž, 1932
- "Ohnivý Svět (1. část)". Paříž, 1933
- "Ohnivý Svět (2. část)". Riga, 1934
- "Ohnivý Svět (3. část)". Riga, 1935
- "Aum". Riga, 1936
- "Bratrství". Riga, 1937
- "Nadzemní". Kniha byla dokončena v 1938 roce, poprvé byla vydána na začátku 90. let.

Kromě série knih "Agni-jógy"  byly také vydány knihy:
- "Východní kryptografie" (1929)
- "Ponaučení vůdci" (1933)

Ke směru Živé Etiky jsou také řazeny:
- korespondence, záznamy a články Eleny a Nikolaje Rerichových,
- práce žáků a následovníků Rerichů: A. I. Klizovskogo, R. JA. Rudzitisa, B. N, Abramova, aj.

## Základy nauky Agni-jógy
Nauka pokračuje v lepších tradicích theosofické nauky a rozvije myšlenku nezbytnosti syntézy východní a západní filozofie, vědy, náboženství a kultury."Princip syntézy je jediným nesporným prvkem v definici Agni-jógy." (E. Roerich). V Agni-józe, nebo Živé Etice "ve výstižných, ohnivých větách jsou shromažďovaný poznatky, nahromaděné během staletých získáváni důkladných všestranných zkušeností." Živá Etika obsahuje prvky všech zásadních oblastí života. Ziskové poznatky by se měly především projevovat v každodenním jednání člověka a tak pomáhat zachovat v lidech lidskost.
Posláním nauky je podpořit vývoj lidstva. Agni-jóga pomáhá vnitřní přeměně a rozvinutí mravných vlastností člověka. Věnuje zvláštní pozornost práci nad sebou a morálnímu sebezdokonalování. V knihách jsou představeny vyčerpávající pokyny pro získáni nezbytných k tomu vlastnosti. Živá Etika poskytuje jedinci pocit jednoty s okolním světem a tím zvyšuje jeho pocit osobní zodpovědnost za něj. Zahrnuje řešení problémů aktuálních pro moderní dobu, dává jasnou představu ohledně nejvažnějších otázek bytí a poskytuje ty životně nejdůležitější, praktické, přesné a jasné pokyny a doporučení.
Agni-jóga vnímá ateismus, jako nevyhnutelný důsledek zkreslení náboženství Církví. Uznává základy všech náboženství, očištěných od zkresleného církevního výkladu. Nikoliv namísto, ale na základě všech bývalých náboženství a nauk rozvije nový aspekt Jediné Věčné Pravdy a přenáší jejích prohloubení a ohnivé očištění.

## Video
- Agni Yoga. Wikipedia audio article [online]. youtube.com [cit. 2024-05-02]. Dostupné online.